# Splithalvön

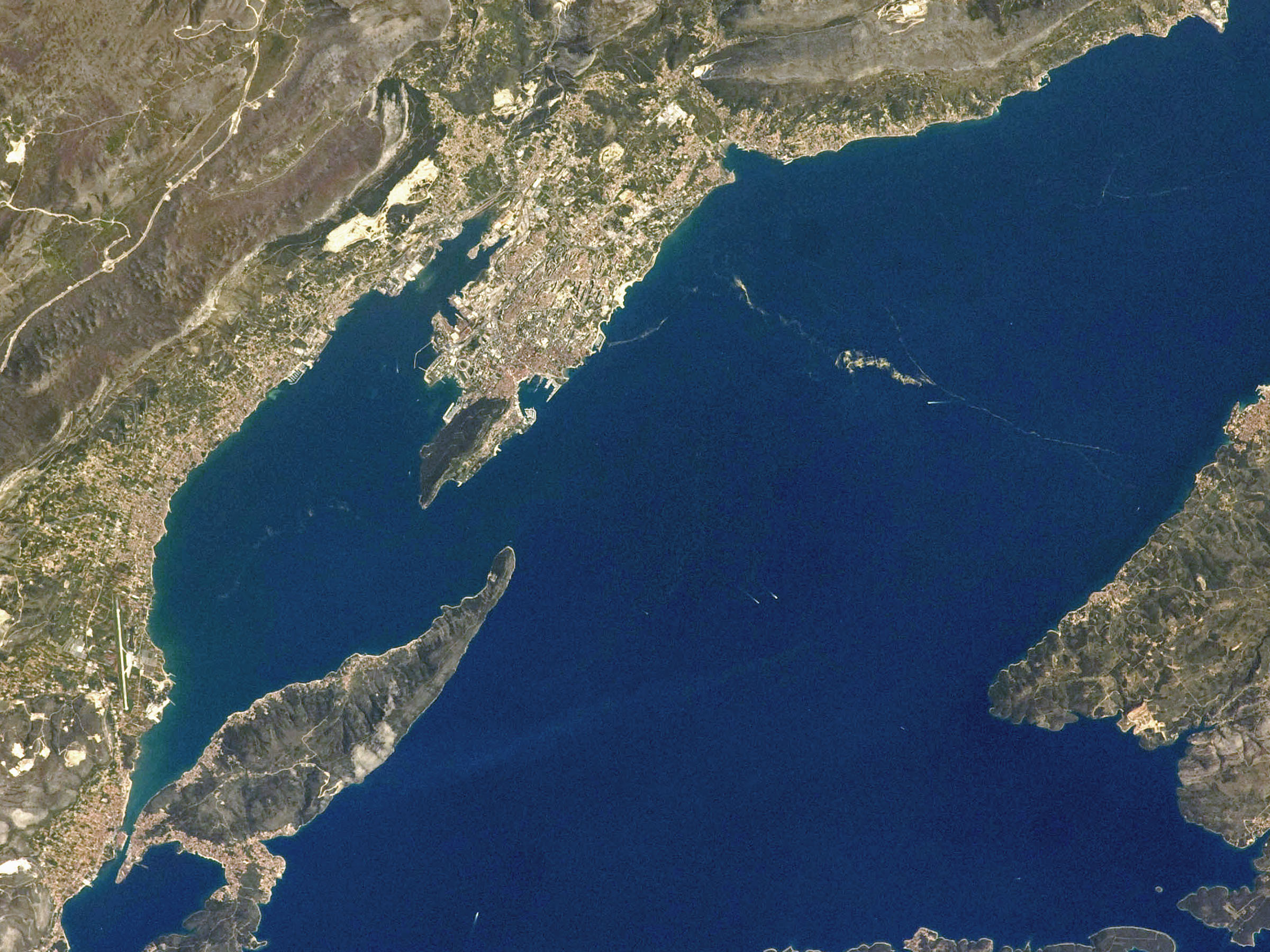
Splitområdet fotograferat från Internationella rymdstationen år 2009. Högst upp och i mitten av bilden syns den utskjutande Splithalvön.

Splithalvön (kroatiska: Splitski poluotok) är en halvö i Kroatien. På halvön ligger bland annat staden Split och höjden Marjan. Splithalvön skjuter ut i Adriatiska havet från det dalmatiska fastlandet. I norr avgränsas halvön av Kaštelaviken och i söder av Splitkanalen. Den västligaste delen av Splithalvön kallas Marjanhalvön.